# Giovanni Francesco Cassana
Pour les articles homonymes, voir Cassana.
Giovanni Francesco Cassana (1611-1690) est un peintre italien baroque de l'école génoise.

## Biographie
Giovanni Francesco Cassana naquit sur le territoire de la république de Gênes. Il fait son apprentissage auprès de Bernardo Strozzi et est connu comme portraitiste.
Parmi ses élèves on note : ses fils Nicolo et Giovanni Agostino Cassana, Niccolò Bambini (1651-1736) et Giovan Battista Langetti.